# Tonight (chanson)
Pour les articles homonymes, voir Tonight.
Tonight est une chanson composée par Leonard Bernstein sur des paroles de Stephen Sondheim pour leur comédie musicale West Side Story, créée à Broadway en 1957.

## Accolades
La chanson (dans la version du film West Side Story sorti en 1961) fut classée 59e dans la liste des « 100 plus grandes chansons du cinéma américain » selon l'American Film Institute (AFI). La chanson est chantée par les principaux protagonistes, Tony et Maria, joués par Richard Beymer et Natalie Wood, qui sont doublés par Jimmy Bryant et Marni Nixon au chant.